# Duncan Laurence
Duncan de Moor (Spijkenisse, 11 de abril de 1994), conocido profesionalmente como Duncan Laurence, es un cantautor neerlandés. Representó a Países Bajos en el Festival de la Canción de Eurovisión 2019 con la canción «Arcade» quedando en primer lugar, con un total de 498 puntos.

## Carrera

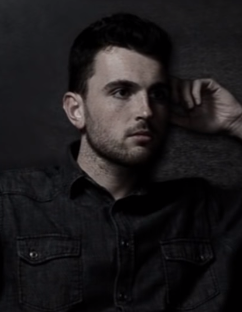
Duncan Laurence en un videoclip de 2014, mientras participaba en Rock Academy.

### Inicios
Laurence comenzó su carrera musical en la Rock Academy de Tilburgo, tocando en determinadas bandas. Participó en la quinta temporada de The Voice of Holland, formando parte del equipo de Ilse DeLange. Él, junto a Jihad Rahmouni, escribió la canción «Closer» en 2018 para el álbum del dúo de K-pop, TVXQ, New Chapter 1: The Chance of Love.

### Festival de Eurovisión
El 7 de marzo de 2019 fue hecha pública la canción Arcade, seleccionada de manera interna por la televisión neerlandesa para representar a Países Bajos en el 64.º Festival de la Canción de Eurovisión en Tel Aviv (Israel). El autor fue el propio Laurence junto a Joel Sjöö. Tras ser publicado el videoclip, se convirtió en una de las favoritas en las apuestas de pago.
Países Bajos participó en la segunda semifinal del festival el 16 de mayo de 2019, superándola y pasando a la final. Después de la final se conoció que Duncan Laurence había ganado dicha semifinal. En la final del 18 de mayo, Países Bajos obtuvo 231 puntos de los jurados internacionales (3.ª posición) y 261 del voto del público (2.ª posición) siendo, con un total de 498 puntos, la canción ganadora. Supuso la quinta victoria de Países Bajos en el festival, certamen que no ganaba desde 1975. 

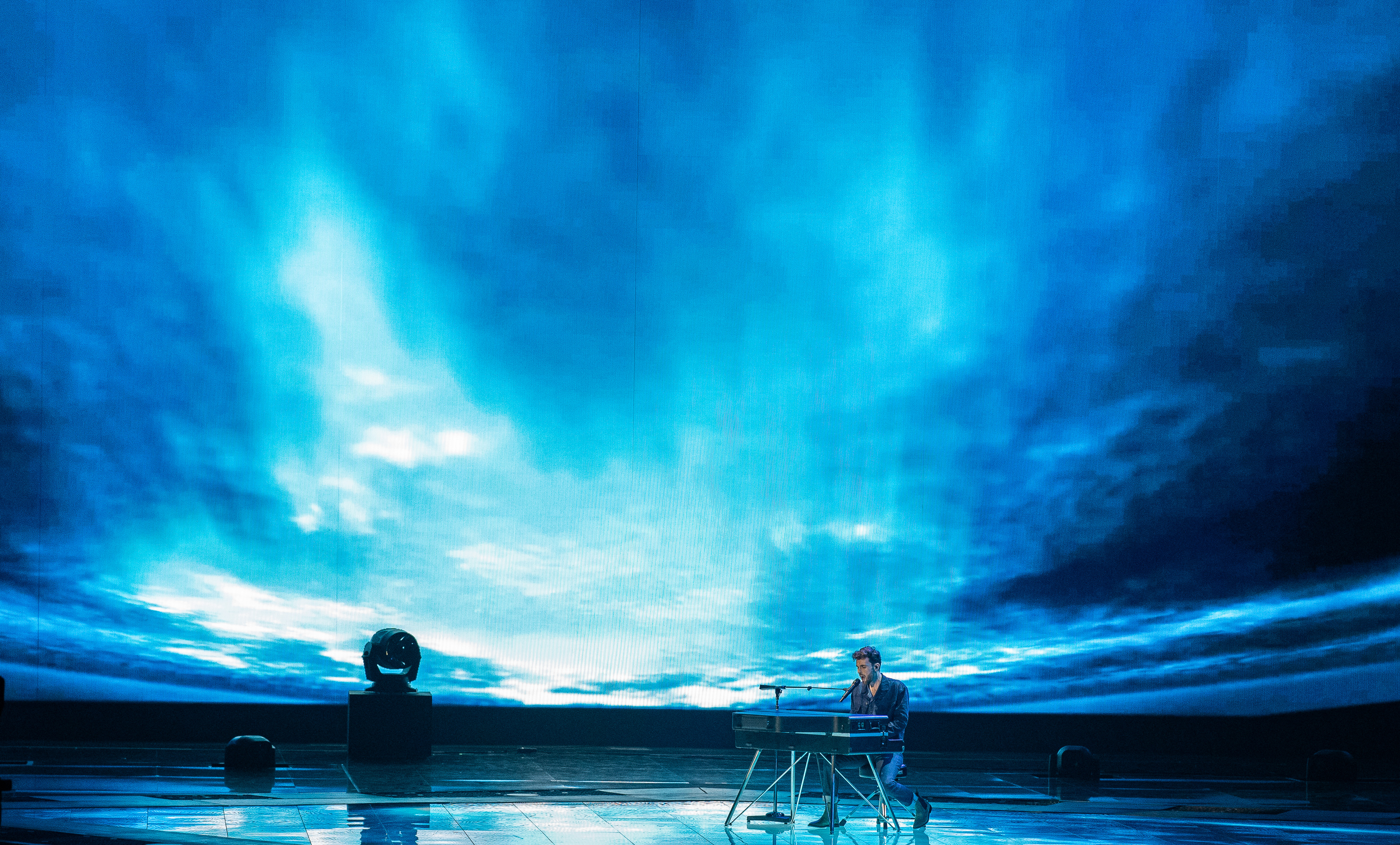
Laurence durante su actuación en la final de Eurovisión 2019

El festival obtuvo una audiencia del 74.5% en Países Bajos.

### Vida personal
Según ha dicho él mismo en varias entrevistas, su juventud «no siempre fue fácil»: «Sufrí bullying y no podía defenderme. La música era un refugio: un lugar donde no estaba inseguro y donde podía dejar libres mis emociones». En una conferencia de prensa poco antes de la final de Eurovisión, Laurence se definió de la siguiente manera: «Soy más que un artista, soy una persona, soy un ser vivo, soy bisexual, soy un músico, que represento cosas. Y estoy orgulloso de tener la oportunidad de mostrar lo que soy, quién soy».

## Discografía

### Álbumes de estudio
| Título         | Detalles | Posición más alta | Posición más alta | Posición más alta | Certificaciones |
| Título         | Detalles | HOL               | BEL               | EUA Heat.         | Certificaciones |
| -------------- | --- | ----------------- | ----------------- | ----------------- | --------------- |
| Small Town Boy | - Publicación: 13 de noviembre de 2020 - Discográfica: Spark Records - Formatos: CD, vinilo, descarga digital, streaming | 6                 | 94                | 8                 | - NVPI:         |
| Skyboy         | - Publicación: 22 de septiembre de 2023 - Discográfica: Yellowfield - Formatos: CD, vinilo, descarga digital, streaming  | 41                |                   |                   |                 |

### EPs
| Título         | Detalles                                                                                        | Posición más alta | Posición más alta |
| Título         | Detalles                                                                                        | HOL               | EUA Heat.         |
| -------------- | ----------------------------------------------------------------------------------------------- | ----------------- | ----------------- |
| Worlds On Fire | - Publicación: 13 de mayo de 2020 - Discográfica: Spark - Formatos: descarga digital, streaming | 60                | 12                |

### Sencillos
| Título                                  | Año  | Posición más alta | Posición más alta | Posición más alta | Certificaciones                                                                 | Álbum                                            |
| Título                                  | Año  | HOL               | EE. UU.           | ESP               | Certificaciones                                                                 | Álbum                                            |
| --------------------------------------- | ---- | ----------------- | ----------------- | ----------------- | ------------------------------------------------------------------------------- | ------------------------------------------------ |
| "Arcade"                                | 2019 | 1                 | 30                | 38                | - NVPI: 4x - MC: - RIAA: - IFPI Din: - IFPI Nor: - IFPI Aut: - Amprofon: - BPI: | Small Town Boy                                   |
| "Love Don't Hate It"                    | 2019 | 41                |                   |                   | - NVPI:                                                                         | Small Town Boy                                   |
| "Someone Else"                          | 2020 | 72                |                   |                   |                                                                                 | Small Town Boy                                   |
| "Last Night"                            | 2020 | -                 |                   |                   |                                                                                 | Small Town Boy                                   |
| "Feel Something" (con Armin van Buuren) | 2020 | 85                |                   |                   |                                                                                 | Small Town Boy                                   |
| "Stars"                                 | 2021 | 86                |                   |                   |                                                                                 | Small Town Boy                                   |
| "Heaven Is a Hand to Hold"              | 2021 | -                 |                   |                   |                                                                                 | Love, Victor (Temporada 2)                       |
| "Back to Back" (con Wrabel)             | 2021 |                   |                   |                   |                                                                                 | These Words Are All for You (El álbum de Wrabel) |
| "Wishes Come True"                      | 2021 |                   |                   |                   |                                                                                 |                                                  |